# أولاد بلكاسم (وادي النعناع)
أولاد بلكاسم هو دُوَّار يقع بجماعة واد النعناع، إقليم سطات، جهة الدار البيضاء سطات في المملكة المغربية. ينتمي الدوّار لمشيخة وادي النعناع التي تضم 5 دواوير. يقدر عدد سكانه بـ 362 نسمة حسب الإحصاء الرسمي للسكان والسكنى لسنة 2004.

## روابط خارجية
- البوابة الوطنية للجماعات الترابية
- المندوبية السامية للتخطيط